# Schweighouse-Thann
Schweighouse-Thann település Franciaországban, Haut-Rhin megyében. Lakosainak száma 745 fő (2022. január 1.). Schweighouse-Thann Cernay, Reiningue, Aspach-le-Bas, Burnhaupt-le-Bas, Burnhaupt-le-Haut és Heimsbrunn községekkel határos.

## Népesség
A település népessége az elmúlt években az alábbi módon változott:
| Lakosok száma | 743  | 778  | 801  | 767  | 759  | 752  | 744  | 747  | 745  |
|               | 2013 | 2015 | 2016 | 2017 | 2018 | 2019 | 2020 | 2021 | 2022 |